# Исландия на летних Олимпийских играх 2024

## Квалификация
| № п/п | Вид спорта      | Мужчины        | Мужчины                | Женщины        | Женщины                | Всего          | Всего                  |
| № п/п | Вид спорта      | Завоевано квот | Количество спортсменов | Завоевано квот | Количество спортсменов | Завоевано квот | Количество спортсменов |
| ----- | --------------- | -------------- | ---------------------- | -------------- | ---------------------- | -------------- | ---------------------- |
| 1     | Лёгкая атлетика |                |                        | 1              | 1                      | 1              | 1                      |
| 2     | Плавание        | 2              | 1                      | 2              | 1                      | 4              | 2                      |
| 3     | Стрельба        | 1              | 1                      |                |                        | 1              | 1                      |
| 4     | Триатлон        |                |                        | 1              | 1                      | 1              | 1                      |
|       | ИТОГО           | 3              | 2                      | 4              | 3                      | 7              | 5                      |

## Состав команды
Лёгкая атлетика
1. Эрна Соли Гуннарсдоттир[англ.]

 Плавание
1. Антон Макки[англ.]
2. Снефридур Йоуруннардоттир[англ.]

 Стрельба
1. Хокон Сваварссон[англ.]

 Триатлон
1. Эдда Ханнесдоттир[англ.]

## Лёгкая атлетика
Исландские легкоатлеты выполнили нормативы для участия в Играх 2024 года, пройдя прямую квалификацию или по мировому рейтингу, в следующих соревнованиях:
| Спортсмен               | Дисциплина            | Полуфиналы | Полуфиналы | Финал                 | Финал                 |
| Спортсмен               | Дисциплина            | Результат  | Место      | Результат             | Место                 |
| ----------------------- | --------------------- | ---------- | ---------- | --------------------- | --------------------- |
| Эрна Соли Гуннарсдоттир | Женщины толкание ядра | 17,39      | 20         | завершила выступление | завершила выступление |

## Плавание
Исландские пловцы выполнили требования для участия в одной мужской и одной женских дисциплинах плавательного турнира Олимпиады и получили еще по одной универсальной квоте.
| Спортсмен                 | Дисциплина                  | Заплывы | Заплывы | Полуфиналы            | Полуфиналы            | Финал                 | Финал                 |
| Спортсмен                 | Дисциплина                  | Время   | Место   | Время                 | Место                 | Время                 | Место                 |
| ------------------------- | --------------------------- | ------- | ------- | --------------------- | --------------------- | --------------------- | --------------------- |
| Антон Макки               | Мужчины 100 м брасс         | 1.00,62 | 25      | завершил выступление  | завершил выступление  | завершил выступление  | завершил выступление  |
| Антон Макки               | Мужчины 200 м брасс         | 2.10,36 | 9 Q     | 2.10,42               | 15                    | завершил выступление  | завершил выступление  |
| Снефридур Йоуруннардоттир | Женщины 100 м вольный стиль | 54,85   | 19      | завершила выступление | завершила выступление | завершила выступление | завершила выступление |
| Снефридур Йоуруннардоттир | Женщины 200 м вольный стиль | 1.58,32 | 15 Q    | 1.58,78               | 15                    | завершила выступление | завершила выступление |

## Стрельба
Исландия получила одно универсальное место в мужские соревнования стрелок в ските.
| Спортсмен        | Дисциплина   | Квалификация | Квалификация | Финал                | Финал                |
| Спортсмен        | Дисциплина   | Баллы        | Место        | Баллы                | Место                |
| ---------------- | ------------ | ------------ | ------------ | -------------------- | -------------------- |
| Хокон Сваварссон | Мужчины скит | 116          | 23           | завершил выступление | завершил выступление |

## Триатлон
Исландия получила одно универсальное место в женские соревнования.
| Спортсмен         | Категория | Время             | Время     | Время             | Время     | Время       | Время   | Место |
| Спортсмен         | Категория | Плавание (1,5 км) | Переход 1 | Велосипед (40 км) | Переход 2 | Бег (10 км) | Всего   | Место |
| ----------------- | --------- | ----------------- | --------- | ----------------- | --------- | ----------- | ------- | ----- |
| Эдда Ханнесдоттир | Женщины   | 24,49             | 0,59      | 1.03,25           | 0,38      | 40,55       | 2.10,46 | 51    |